# Amblyseius neoarcus
Amblyseius neoarcus är en spindeldjursart som först beskrevs av Moraes och Kreiter 2000.  Amblyseius neoarcus ingår i släktet Amblyseius och familjen Phytoseiidae. Inga underarter finns listade i Catalogue of Life.